# Фаюм
Фаюм (масрі الفيوم el-Fayyūm  elfæjˈjuːm, раніше араб. مَدِينَة الفيوم Madīnat al-Fayyūm; Коптська: 'Ⲫⲓⲟⲙ, давньоєгипетська: Шедит) — місто в Середньому Єгипті, столиця мухфази Ель-Фаюм.

## Географія
Розташовано за 130 км на південний захід від Каїра і займає частину стародавнього міста Крокодилополь.

### Клімат
Місто розташоване в зоні, яка характеризується кліматом тропічних пустель. Найтепліший місяць — липень із середньою температурою 29.1 °C (84.4 °F). Найхолодніший місяць — січень, із середньою температурою 12.8 °С (55 °F).
| Клімат Фаюму            | Клімат Фаюму | Клімат Фаюму | Клімат Фаюму | Клімат Фаюму | Клімат Фаюму | Клімат Фаюму | Клімат Фаюму | Клімат Фаюму | Клімат Фаюму | Клімат Фаюму | Клімат Фаюму | Клімат Фаюму | Клімат Фаюму |
| Показник                | Січ.         | Лют.         | Бер.         | Квіт.        | Трав.        | Черв.        | Лип.         | Серп.        | Вер.         | Жовт.        | Лист.        | Груд.        | Рік          |
| Середній максимум, °C   | 19,6         | 21,7         | 24,5         | 29,5         | 33,5         | 35,7         | 35,2         | 35,4         | 33,5         | 30,8         | 25,5         | 21,2         | 28,8         |
| Середня температура, °C | 12,8         | 14,3         | 17,3         | 22           | 25,6         | 28,4         | 29,1         | 28,8         | 26,9         | 23,8         | 18,6         | 14,3         | 21,8         |
| Середній мінімум, °C    | 6,7          | 7,7          | 9,7          | 13,3         | 17           | 19,6         | 20,9         | 21,3         | 19,5         | 17           | 12,3         | 8,3          | 14,4         |
| Норма опадів, мм        | 1.5          | 1.4          | 1.2          | 0.5          | 0            | 0            | 0            | 0            | 0            | 0            | 1.1          | 1.4          | 7.1          |
| Днів з опадами          | 2,3          | 1,9          | 1,3          | 0,5          | 0,3          | 0            | 0            | 0            | 0            | 0,3          | 0,7          | 1,7          | 9            |
| Вологість повітря, %    | 61.1         | 54.7         | 50.4         | 41.5         | 38.6         | 41           | 47.4         | 52.1         | 52.9         | 54.8         | 58.9         | 62.9         | 51.4         |
| ----------------------- | ------------ | ------------ | ------------ | ------------ | ------------ | ------------ | ------------ | ------------ | ------------ | ------------ | ------------ | ------------ | ------------ |
| Джерело: Weatherbase    |              |              |              |              |              |              |              |              |              |              |              |              |              |

## Назва
Назва Фаюм (і його варіанти написання), може також відноситися до Фаюмської оази, хоча зазвичай єгиптяни використовують цю назву для міста.
Фаюм ієрогліфами: 
| pA | A | i | i | G20 | n | n · n | N36 |

## Сучасне місто
Наразі Фаюм має кілька великих базарів, мечетей лазень. Канал Бахр-Юсуф проходить через місто, його береги забудовані будинками. Є два мости через канал: один трьохарочний, через який прямує головна вулиця і базар, і один двохарочний, над яким побудована мечеть Каїтбей, яка була подарунком Фаюму від дружини на честь султана мамлюків. Кургани на північ від міста були частиною Крокодилополя, де поклонялися в стародавні часи священному крокодилу мешкаючому у Мерідовому озері.
Центр міста знаходиться на каналі, тут знаходиться чотири водяних колеса, які були прийняті за символ мухфази.